# Ted Kennedy

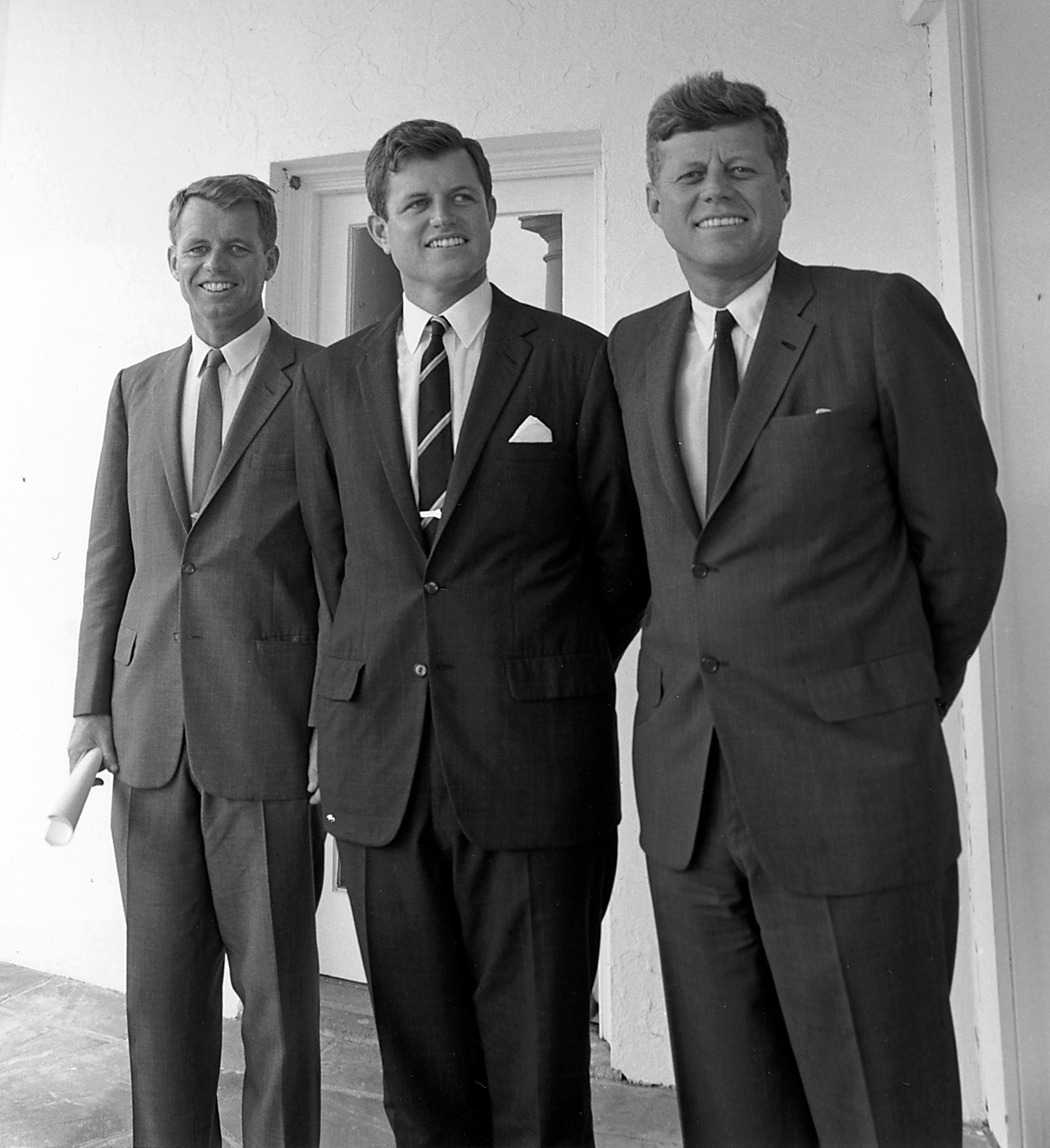
Från vänster: Robert F. Kennedy, Ted Kennedy och John F. Kennedy. (1963)

Edward Moore "Ted" Kennedy, född 22 februari 1932 i Boston, Massachusetts, död 25 augusti 2009 i Hyannis Port, Massachusetts, var en amerikansk politiker (demokrat) och senator från Massachusetts från november 1962 till sin död. Han var yngste son till Joseph Kennedy och Rose Fitzgerald Kennedy samt bror till den tidigare presidenten John F. Kennedy och justitieministern Robert F. Kennedy.

## Biografi
Kennedy påbörjade studier vid Harvard College 1950, gjorde 1951–1953 ett uppehåll för värnplikt i USA:s armé och avlade 1956 filosofie kandidatexamen (Bachelor of Arts) i historia och förvaltning. Samma år påbörjade han studier i juridik vid University of Virginia, avlade examen 1959 och genomgick detta år även prov för advokatexamen i delstaten Massachusetts.
Kennedy var sin bror John F. Kennedy behjälplig vid dennes presidentkampanj 1960 samt valdes till senator för Massachusetts 1962. Han invaldes i ett fyllnadsval till den senatsplats som hans bror hade till december 1960 (då han avgick som senator efter att ha vunnit presidentvalet) och som sedan dess hade fyllts av Benjamin A. Smith. Ted Kennedy, som allmänt ansågs som en god talare och en inflytelserik senator, misslyckades dock med att nomineras till demokraternas presidentkandidat 1980, där han kom på andra plats i primärvalet efter Jimmy Carter. Den främsta orsaken tros ha varit de skandaler i privatlivet som Kennedy hade varit inblandad i under åren. Inte minst gällde det en händelse i juli 1969, då han körde av vägen vid den oupplysta Dike Bridge vid Chappaquiddick Island och hans medpassagerare Mary Jo Kopechne omkom. Kennedy smet från platsen och dömdes för det till villkorlig dom. Han dröjde i tio timmar med att anmäla olyckshändelsen.
Kennedy var i många år ordförande i senatens utskott för hälsa, utbildning, arbetskraft och pensioner och upphovsman till 300 antagna lagförslag. Vid sin död var han den sittande senator som hade tjänstgjort näst längst, efter Robert Byrd, och genom tiderna den som tjänstgjort tredje längst i senaten, efter Byrd och Strom Thurmond.
Kennedy gifte sig 1958 med Virginia Joan Bennett (född 1936), från vilken han dock skildes år 1983. Han fick tre barn: Kara Anne (född 1960), Edward Moore (född 1961) och Patrick Joseph (född 1967). Han gifte om sig 1992 med juristen Victoria Reggie (född 1954).
Den 20 januari 2009 kollapsade Ted Kennedy under senatens installationslunch för presidenten Barack Obama (för vilken han under 2008 kampanjat). Han hade tidigare opererats för en hjärntumör, som konstaterats vara elakartad (Glioblastom). Edward Kennedy avled på grund av hjärntumören den 25 augusti 2009 vid 77 års ålder, två veckor efter att hans syster Eunice Kennedy Shriver dött. Vid hans begravning närvarade flera kända politiker, bland andra den då sittande amerikanske presidenten Barack Obama och tre av dennes företrädare: Jimmy Carter, George W. Bush och Bill Clinton.
Kennedy har publicerat flera böcker, och hans självbiografi, True Compass, gavs ut i september 2009.

## Utmärkelser
- Storofficer av Peruanska Solorden,  15 januari 1986[8]
- Fyra friheters-priset – Frihetsmedaljen,  1999[9]
- Mexikanska Aztekiska Örnorden,  2008
- Kommendör av 1 klass av Brittiska imperieorden,  2009[10]
- Dr. Nathan Davis Award för senatorer,  2009
- Profile in Courage Award,  8 mars 2009[11]
- Presidentens frihetsmedalj,  12 augusti 2009[12]
- Nansenpriset,  28 oktober 2009[13][14]
- Labor Hall of Honor,  2015[15]
- Pardes Humanitarian Prize in Mental Health,  2016[16]
- Fellow of the American Academy of Arts and Sciences
- O. R. Tambos följeslagares orden
- Chilenska förtjänstorden

[Redigera Wikidata]